# Оников, Леон Аршакович
Лео́н Арша́кович О́ников (23 сентября 1924, Тифлис — 16 октября 2000, Москва) — советский и российский журналист, социолог и политолог.

## Биография
Родился 23 сентября 1924 года в Тифлисе. Учился в одной школе с Е. М. Примаковым.
Окончил Московский государственный институт международных отношений (1950(1?)), где учился с 1946 года, по специальности «историк-международник».
В 1950—1954 годах — сотрудник Отдела пропаганды ЦК КП(б) Эстонии.
В 1960—1991 годах работал «одним из ответственных сотрудников» в аппарате ЦК КПСС. Во время хрущёвской оттепели выступил с идеей проведения комплексного обследования «многообразных сторон жизни населения одного типичного среднего города» получившего название проект «Таганрог» и «„пробил“ разрешение на это необычное обследование, которому было суждено стать уникальным». Работая в отделе пропаганды ЦК КПСС в 1972 году подал в Политбюро записку о необходимости введения в СССР многопартийной системы в целях укрепления основ народовластия. Как утверждают, «спасли» его хорошие личные отношения с К. У. Черненко, которому поручено было разобраться.
В июле 1983 года Оников уже был консультантом Отдела пропаганды ЦК КПСС и в этом качестве подал Юрию Андропову записку о практиках подготовки постановлений ЦК и работе отраслевых отделов с регионами.
Затем политический обозреватель Информационного телеграфного агентства России (ИТАР ТАСС).
В 1996 году стал представителем Армянской апостольской церкви и член Епархиального совета армян России и Новонахичевани.
Похоронен на Кунцевском кладбище.

## Семья
Сын — Леон Леонович Оников (род. 1950) — советский и российский экономист. В 1974 году окончил экономический факультет МГУ. Работал в НИИ Госплана СССР, НИИ труда Госкомтруда СССР и в Центральном экономико-математическом институте АН СССР. В 1991 году создал и возглавил консультативную фирму «Прогрессор», занимавшуюся финансово-экономическом обоснованием крупных инвестиционных проектов. В январе—ноябре 1999 года — первый заместитель руководителя Федеральной службы России по делам о несостоятельности и финансовому оздоровлению.

## Книги
- Берензон А. Д., Ястребов В. Б. Опыт изучения факторов, приводящих к хищениям социалистического имущества на предприятиях / Отв. ред.: Л. А. Оников, В. Г. Танасевич. — М., 1969. — 76 с.
- Сафаров Р. А. Общественное мнение и государственное управление. / Отв. ред.: Л. А. Оников. — М.: Юридическая литература, 1975. — 255 c.
- Семья, труд, доходы, потребление (таганрогские исследования) / Под ред. Н. М. Римашевской, Л. А. Оникова. — М.: Наука, 1977
- Гордон Л. А., Клопов Э. В., Оников Л. А. Черты социалистического образа жизни: быт городских рабочих вчера, сегодня, завтра. — М.: Знание, 1977. — 159 с.
- Массовая информация в советском промышленном городе / Под ред. Б. А. Грушина, Л. А. Оникова. — М.: Политиздат, 1986
- Краткий политический словарь / Абаренков В. П., Аверкин А. Г., Агешкин Ю. А. и др.; Сост. и общ. ред. Л. А. Оникова, Н. В. Шишлина. — 5-е изд., доп.. — М.: Политиздат, 1988. — 378 с. — 500 000 экз. — ISBN 5-250-00127-0.
- Народное благосостояние: методология и методика исследования / Отв. ред. Н. М. Римашевская, Л. А. Оников. — М.: Наука, 1988
- Труд, быт и отдых трудящихся: Динамика показателей времени за 1960—1980-е годы / Ред. В. Д. Патрушев. — М.: ИСАИ СССР, 1990
- Народное благосостояние: тенденции и перспективы / Отв. ред. Н. М. Римашевская, Л. А. Оников. — М.: Наука, 1991.
- Корхова И. В., Мезенцева Е. Б. Условия жизни и здоровье // Народное благосостояние: Тенденции и перспективы / Отв. ред. Н. М. Римашевская, Л. А. Оников. — М.: Наука, 1991
- КПСС: Анатомия распада : Взгляд изнутри аппарата ЦК. — М.: Республика, 1996. — 222 с. — ISBN 5-250-02579-X.[9]

## Публицистика
- Граждане Израиля, будьте сдержаннее // НГ-религии. 18.09.1999.